# Spianada

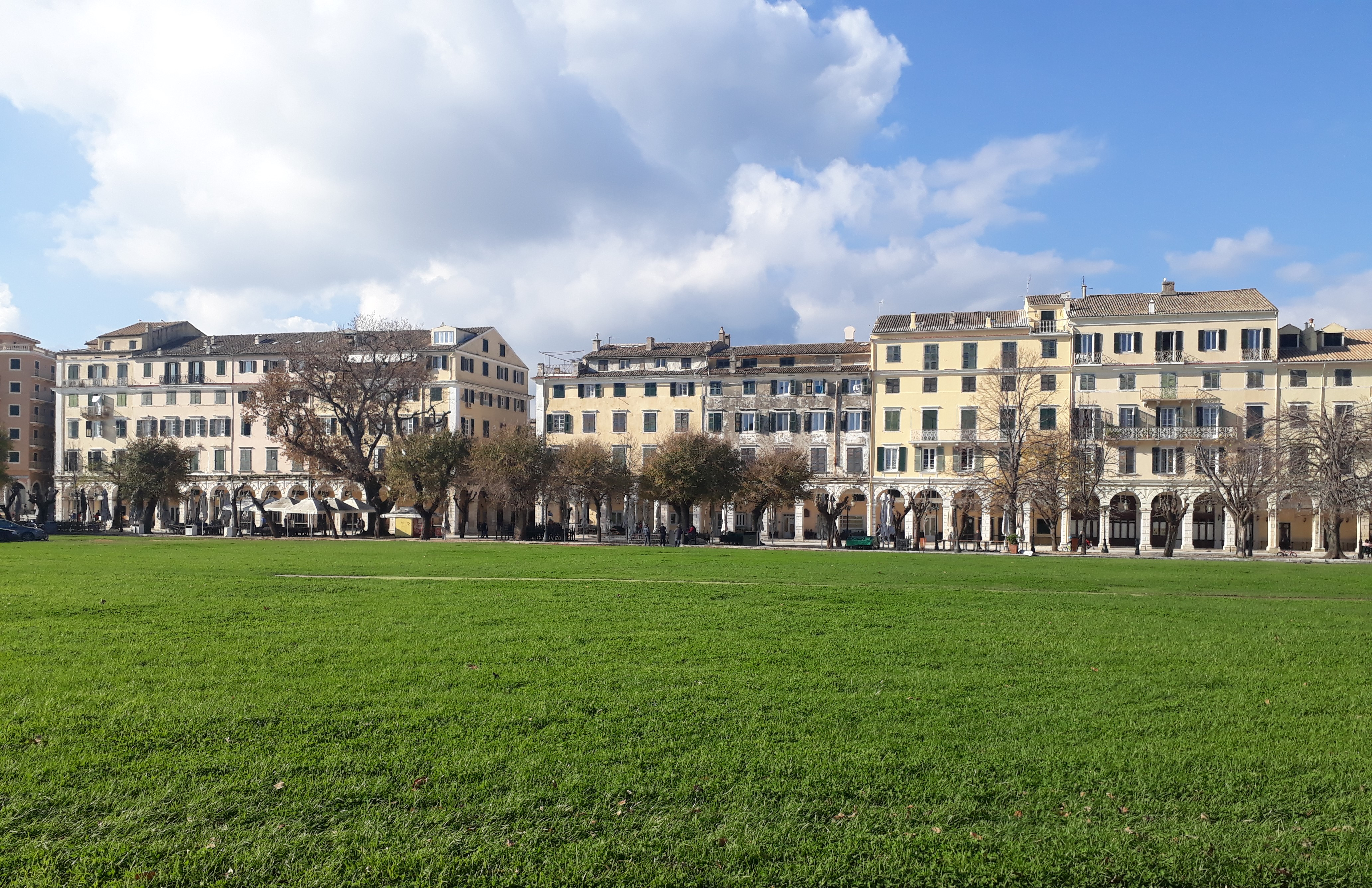
La Spianada de Corfú.

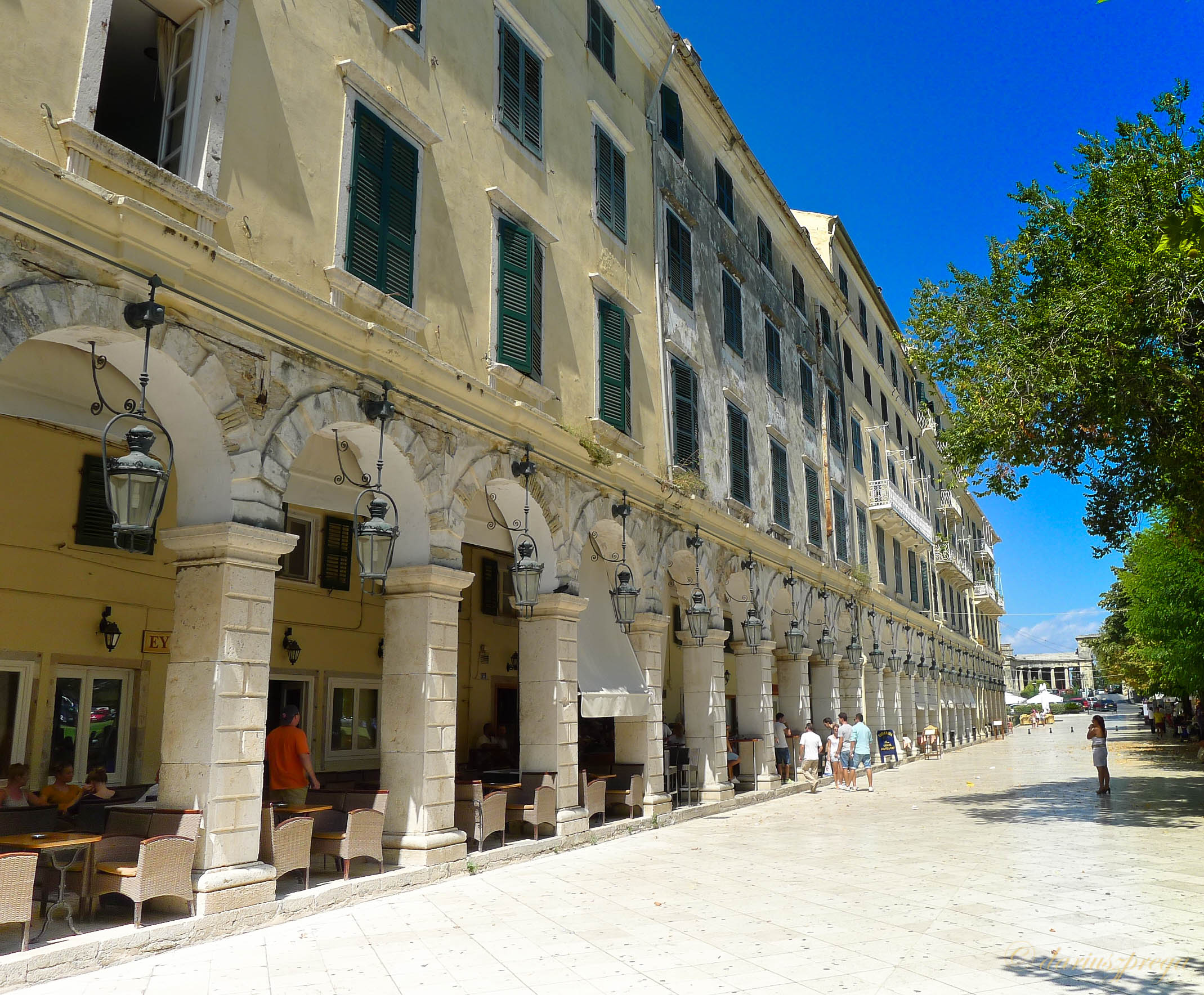
Soportales del Liston.

La Spianada (en griego: Σπιανάδα, pronunciado /spi.aˈna.ða/) es una plaza situada en la ciudad de Corfú (Grecia). Es la plaza más grande de Grecia y está situada delante de la Fortaleza Vieja de la ciudad.
La Spianada está dividida en dos secciones: la plaza superior (Pano Plateia) y la plaza inferior (Kato Plateia). La plaza superior está adornada con joyas arquitectónicas como el Monumento a Maitland, la fuente veneciana, el pabellón de música o Palko y el monumento que conmemora la unión de las islas Jónicas con Grecia. La plaza inferior está dominada por el campo de críquet.

## Historia
El nombre de la plaza procede de la palabra véneta que significa «zona llana abierta» y data de los cuatro siglos de dominio de la República de Venecia sobre la isla de Corfú. Su finalización se remonta a la ocupación temporal francesa de las islas Jónicas y Corfú durante las guerras napoleónicas.
El campo de críquet es una extensa zona verde que ocupa una gran sección de la plaza. La afición de los habitantes de la ciudad por el críquet tiene origen británico y data de la dominación británica (1814-1864).
La Spianada de Corfú es uno de los lugares más céntricos y populares de la ciudad y una atracción turística.